# Rugby union vid olympiska sommarspelen 1900
Vid olympiska sommarspelen 1900 avgjordes en turnering i rugby. Turneringen som enbart bestod av två matcher hölls mellan 14 och 28 oktober 1900 på Vélodrome de Vincennes. Antalet deltagare var 47 tävlande från 3 länder.

## Medaljfördelning
| Medaljfördelning |                |      |        |       |        |
| Placering        | Nation         | Guld | Silver | Brons | Totalt |
| 1                | Frankrike      | 1    | 0      | 0     | 1      |
| 2                | Tyskland       | 0    | 1      | 0     | 1      |
| 3                | Storbritannien | 0    | 0      | 1     | 1      |

## Medaljörer

### Herrar
| Gren  | Guld | Silver | Brons |
| Rugby | Frankrike · Frankrikes rugbylandslag · Wladimir Aïtoff · A. Albert · Léon Binoche · Jean Collas · Jean-Guy Gauthier · Auguste Giroux · Charles Gondouin · Constantin Henriquez de Zubiera · J. Hervé · Victor Larchandet · Hubert Lefèbvre · Joseph Olivier · Alexandre Pharamond · Frantz Reichel · André Rischmann · Albert Roosevelt · Emile Sarrade | Tyskland · FC 1880 Frankfurt · Albert Amrhein · Hugo Betting · Jacob Herrmann · Willy Hofmeister · Hermann Kreuzer · Arnold Landvoigt · Hans Latscha · Erich Ludwig · Richard Ludwig · Fritz Müller · Eduard Poppe · Heinrich Reitz · August Schmierer · Adolf Stockhausen · Georg Wenderoth Storbritannien · Moseley Wanderers · F. C. Bayliss · J. Henry Birtles · James Cantion · Arthur Darby · Clement Deykin · L. Hood · M. L. Logan · H. A. Loveitt · Herbert Nicol · V. Smith · M. W. Talbot · Joseph Wallis · Claude Whittindale · Raymond Whittindale · Francis Wilson | Ingen |

## Turneringen
Någon riktig turnering spelades egentligen inte utan istället spelades två stycken matcher där det franska rugbylandslaget vann båda matcherna och därmed räknas som guldmedaljörer. Förlorarna i de två matcherna var det tyska laget FC 1880 Frankfurt och det brittiska Moseley Wanderers har båda blivit tilldelade silvermedaljerna.
| 14 oktober 1900 |   |                   |       |
| Frankrike       | – | FC 1880 Frankfurt | 27-17 |
| 28 oktober 1900 |   |                   |       |
| Frankrike       | – | Moseley Wanderers | 27-8  |

## Deltagande nationer
Totalt deltog 47 rugbyspelare från 3 länder deltog vid de olympiska spelen 1900 i Paris.
|                                                        |  |  |
| - Frankrike (17) - Storbritannien (15) - Tyskland (15) |  |  |